# Codicote
Codicote est une paroisse civile et un village du Hertfordshire, en Angleterre.